# San José del Guaviare
São José do Guaviare, ou São José de Guaviare, (Em castelhano:San José del Guaviare) é um município da Colômbia, localizado no departamento de Guaviare, do qual é a capital.